# Oráčov (hrad)
Oráčov je zaniklý hrad u stejnojmenné vesnice v okrese Rakovník ve Středočeském kraji. Nachází se 1,2 kilometru jihozápadně od vesnice. Od roku 1965 je chráněn jako kulturní památka. Stával nad potokem Leština na ostrožně Zámeckého vrchu v nadmořské výšce 500 metrů. Dochovaly se z něj nevýrazné terénní relikty opevnění. Ve druhém příkopu roste lípa velkolistá chráněná jako památný strom.

## Historie
Podle archeologických nálezů hrad vznikl někdy ve druhé polovině třináctého století a zanikl již v průběhu první poloviny čtrnáctého století. Ke hradu můžeme vztahovat jedinou písemnou zmínku z roku 1295, která zmiňuje Odolena z Oráčova a je první písemnou zprávou o vesnici. Další příslušníci rodu z Oráčova jsou známí z Plzeňska a Žluticka. Samotná vesnice později patřila k petrohradskému panství a při jeho prodeji roku 1483 je tvrz v Oráčově zmiňována jako pustá.

## Archeologie

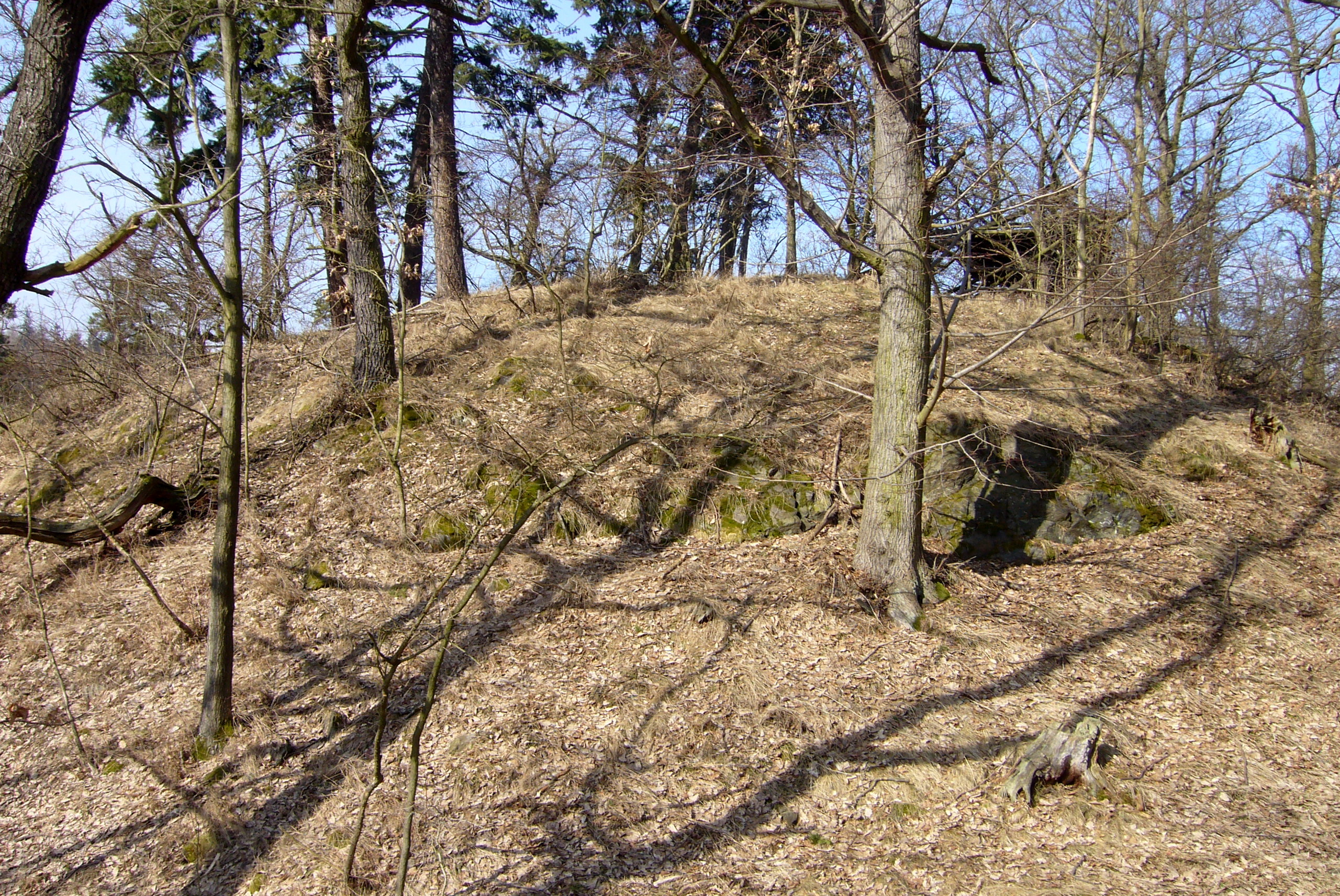
Hradní jádro

Archeologické nálezy z hradu pochází z povrchového sběru, jímž bylo získáno množství keramických střepů, zlomek pískovce, fragment zkorodovaného železného plechu s rozměry 4 × 4 centimetry (snad úlomek zbroje) a soustružené kostěná přezka. Většina datovatelné keramiky pochází z poslední čtvrtiny třináctého století. Pouze dva zlomky jsou výrazně starší a byly na lokalitu buď zavlečeny nebo naznačující její osídlení ve starším období.

## Stavební podoba

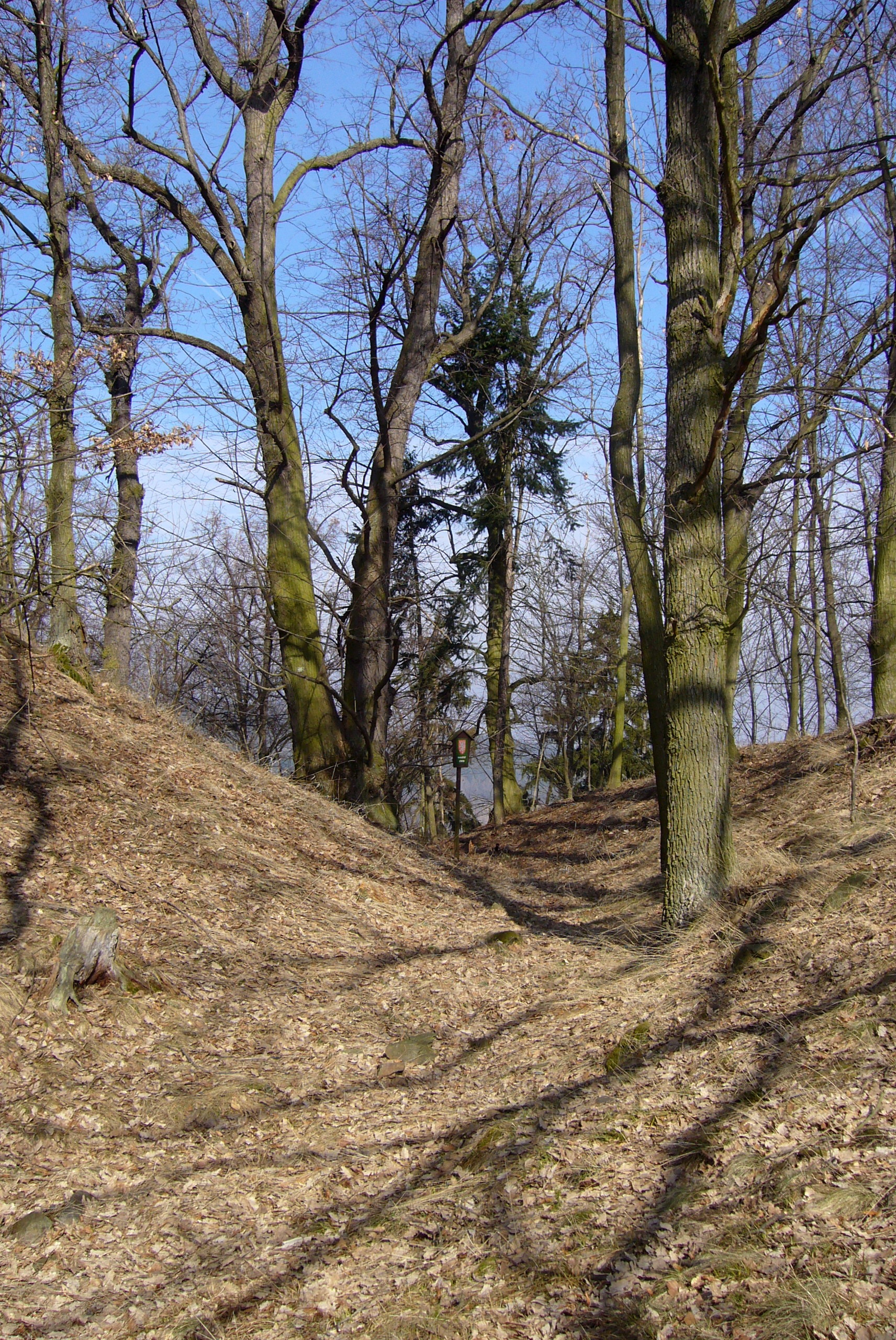
Příkop mezi předhradím a hradním jádrem a chráněná lípa

Většina opevnění a staveb byla pravděpodobně ze dřeva. Staveniště hradu bylo dvojdílné. Protáhlé předhradí beze stop zástavby bylo chráněné šíjovým příkopem a valem, ale v místech balvanitého pole na strmějším svahu příkop i val chybí. Plocha předhradí má rozměry 26 × 50 metrů a převýšení mezi nejnižším a nejvyšším bodem v něm dosahuje asi šestnáct metrů.
Za předhradím se na západě nacházel druhý příkop, který odděloval hradní jádro beze stop dalšího opevnění. Plocha vnitřního hradu převyšuje dno příkopu asi o šest metrů a předhradí o 2,5 metru. Na ostatních stranách příkop chybí, protože dostatečnou ochranu zde poskytovaly strmé svahy. Jediným pozůstatkem zástavby by mohla být obdélná prohlubeň (2 × 4 metru) na severovýchodním okraji.

## Přístup
Hrad leží mimo turisticky značené cesty. Nejsnazší přístup vede z Oráčova po místní komunikaci do Sosně. Asi 250 metrů za železničním přejezdem odbočuje doprava lesní cesta, která po dalších 750 metrech vede přímo pod hradem, jenž se nacházel na její levé straně.